# Rhegmoclema collessi
Rhegmoclema collessi är en tvåvingeart som beskrevs av Cook 1971. Rhegmoclema collessi ingår i släktet Rhegmoclema och familjen dyngmyggor. Inga underarter finns listade i Catalogue of Life.